# Paolo Zangrillo
Paolo Zangrillo, né le 3 décembre 1961 à Gênes, est un homme politique et chef d'entreprise italien, député de Forza Italia depuis 2018.
Il est ministre de l'Administration publique dans le gouvernement Meloni depuis le 22 octobre 2022.

## Biographie
Frère cadet d'Alberto Zangrillo, médecin personnel de Silvio Berlusconi, Paolo Zangrillo est diplômé en droit de l'université de Milan en 1987.

### Carrière en gestion
Paolo Zangrillo commence sa carrière de gérant en 1992 chez Magneti Marelli, où il occupe ce poste jusqu'en 2005, d'abord en tant que responsable du personnel en Europe et dans le monde, puis en tant que responsable des relations industrielles et des ressources humaines. Il occupe ensuite le poste de vice-président des ressources humaines chez Fiat Powertrain Technologies jusqu'en 2010 et chez Iveco jusqu'en 2011.
De 2011 à 2017, il occupe le poste de directeur du personnel et de l'organisation de l'Acea.

### Carrière politique
En janvier 2018, Paolo Zangrillo est officiellement désigné par Forza Italia pour la Chambre des députés lors des élections législatives de 2018, se présentant dans le collège plurinominal Piémont 1 - 01 et faisant partie des élus.
Le 18 octobre 2018, il est nommé nouveau commissaire régional de Forza Italia dans le Piémont et le Val d'Aoste, en remplacement de son collègue du parti Gilberto Pichetto Fratin.
Le 24 décembre 2019, la conseillère régionale Emily Rini est choisie comme nouvelle coordinatrice de FI dans le Val d'Aoste et Paolo Zangrillo ne conserve donc que le poste pour le Piémont.
Lors des élections générales anticipées du 25 septembre 2022, il est élu au Sénat dans la circonscription uninominale Piémont - 04 (Alessandria) pour la coalition de centre-droit avec 50,83 %, soit un peu moins du double de son adversaire de centre-gauche Maria Rita Rossa (en) (25,64 %) et de son adversaire du Mouvement 5 étoiles Susy Matrisciano (it) (9,57 %).
Le 22 octobre 2022, il devient ministre de l'administration publique dans le gouvernement Meloni. 